# Naziha al-Dulaimi
Naziha Jawdet Ashgah al-Dulaimi, née en 1923 à Bagdad (Irak) et morte le 9 octobre 2007 à Herdecke (Allemagne), est une femme politique communiste et pacifiste irakienne. Pionnière du mouvement féministe irakien, elle est la cofondatrice et la présidente de la Ligue des femmes irakiennes ainsi que la première femme ministre de l'histoire de l'Irak ainsi que du monde arabe, en tant que ministre des Municipalités de 1959 à 1960 puis ministre d'État sans portefeuille en 1960.

## Biographie

### Origines et études
Naziha al-Dulaimi, dont le grand-père avait quitté al-Mahmudia (entre Bagdad et Babylone) et s'installa à Bagdad à la fin du XIXe siècle, naît en 1923. Elle étudie la médecine au Royal College of Medicine (rattaché à l'université de Bagdad). À l'âge de 19 ans, elle est l'une des rares femmes à étudier au Medical College. Influencée par des collègues préoccupés par le sort du peuple et de la patrie, elle rejoint la Société des femmes pour la lutte contre le fascisme et le nazisme. Plus tard, lorsque la société change de nom pour devenir l'Association des femmes irakiennes, elle devient membre de son comité exécutif.

### Militantisme communiste et féministe
En 1941, elle obtient son diplôme de médecin. Alors qu'elle est encore étudiante, elle se familiarise avec les idéaux du Parti communiste irakien (PCI). Nommée en son sein en 1947, elle en devient membre à part entière en 1948. En janvier 1948, elle participe activement au soulèvement populaire « al-Wathbah » contre le traité colonial de Portsmouth, ainsi qu'à d'autres luttes patriotiques.
Elle est nommée à l'hôpital royal de Bagdad, puis transférée à l'hôpital de Karkh. À cette époque, elle est harcelée par l'appareil sécuritaire de la monarchie irakienne, en raison de sa sympathie pour les pauvres et du traitement médical gratuit qu'elle offre à ces derniers dans sa clinique du district de Shawakah. Alors qu'elle est transférée à Souleimaniye (au Kurdistan), sa clinique se transforme à nouveau en refuge pour les patients démunis, qui y reçoivent gratuitement des soins et du soutien. Elle est ensuite mutée dans d'autres villes et provinces (Kerbala, Oumara) comme punition. Ces déplacements lui permettent toutefois d'étudier de plus près les conditions difficiles dans lesquelles les gens vivaient dans diverses parties du pays, ainsi que le sort des femmes irakiennes. Elle écrit une brochure intitulée La Femme irakienne.
Elle tente de relancer l'Association des femmes irakiennes et, soutenue par des dizaines de militantes, demande aux autorités de créer une « Société de libération des femmes » mais sa demande est rejetée. Naziha al-Dulaimi et les signataires passent outre et mettent malgré tout en place cette organisation, changeant son nom en Ligue pour la défense des droits des femmes irakiennes,. La Ligue naît ainsi le 10 mars 1952, comptant parmi ses objectifs la lutte pour la libération nationale et la paix mondiale, la défense des femmes et la protection des enfants.
Sous sa direction, la Ligue (son nom est par la suite changé en Ligue des femmes irakiennes) se développe et devient une organisation de masse après la révolution du 14 juillet 1958. Avec 42 000 membres (sur une population totale de 8 millions d'habitants), la Ligue permet de réaliser de nombreux progrès pour les femmes irakiennes, en particulier la loi progressiste sur le statut personnel no 188 (1959). En reconnaissance de son rôle et de ses réalisations, la Ligue des femmes irakiennes devient membre permanent du secrétariat de la Fédération démocratique internationale des femmes (FDIF). Naziha al-Dulaimi est élue à l'assemblée et à l'exécutif de la FDIF et, plus tard, est nommée vice-présidente de cette organisation internationale féminine communiste. Elle devient une figure féminine de premier plan au niveau international, ainsi que dans le monde arabe et le « Tiers monde ».
Pendant les années 1950, elle participe activement au Mouvement pour la paix en Iraq et est nommée membre du comité préparatoire de la conférence des partisans de la paix, qui se tient à Bagdad le 25 juillet 1954. Elle est également membre du Conseil mondial de la paix.
Durant cette période, elle travaille à éradiquer la bactérie bejel indigène dans le sud de l'Irak.

### Première femme ministre d'Irak
Après le renversement de la monarchie, elle est nommée par le Premier ministre Abdel Karim Kassem ministre des Municipalités en 1959. Elle est la seule représentante du PCI dans le gouvernement républicain. Elle est par ailleurs la première femme ministre dans l'histoire moderne de l'Irak,, et la première femme ministre du monde arabe. Elle est ensuite nommée ministre d'État sans portefeuille. À ces postes gouvernementaux, elle contribue à transformer les vastes bidonvilles de l'est de Bagdad en un gigantesque projet de travaux publics et de logements, connu sous le nom de Thawra (Révolution) City, de nos jours Sadr City. Elle participe également à l'élaboration de la loi civile de 1959 sur les affaires civiles, qui est très en avance sur son temps dans la libéralisation des lois sur le mariage et l'héritage au profit des femmes irakiennes. À la suite de ses multiples activités au sein du Parti communiste, elle est victime de harcèlement et de répression. Elle est forcée à s'exiler d'Irak.

### Militantisme en exil
Elle poursuit toutefois son militantisme communiste, devenant membre du comité central du PCI. À la fin des années 1970, alors que la dictature de Saddam Hussein lance une campagne sanglante contre le parti, elle est toujours membre du secrétariat du comité central. Pendant ses années d'exil, elle joue un rôle important dans la direction du Comité pour la défense du peuple irakien, créé en réaction au coup d'État du 8 février 1963. Ce dernier est dirigé par le poète irakien Muhammad Mahdi al-Jawahiri (en).
Dans les années 1990, âgée et fragile, elle continue toutefois à s'impliquer au sein de la Ligue des femmes irakiennes. Le dernier événement important auquel elle participe est le séminaire sur la situation des femmes irakiennes, qui se tient en 1999 à Cologne (Allemagne). Elle s'est investie dans les préparatifs du 5e congrès de la Ligue des femmes irakiennes mais, peu avant sa convocation en mars 2002, elle est victime d'un accident vasculaire cérébral qui la paralyse.
Elle meurt le 9 octobre 2007 à Herdecke (Allemagne).